# 2339 Anacreon
2339 Anacreon è un asteroide della fascia principale. Scoperto nel 1960, presenta un'orbita caratterizzata da un semiasse maggiore pari a 2,5260035 UA e da un'eccentricità di 0,1973328, inclinata di 4,85476° rispetto all'eclittica.